# Транкило Капозо
Транкило Капозо (шп. Tranquilo Capozzo; САД, 25. јануар 1918 — Valle Hermoso, Провинција Кордоба, Аргентина, 14. мај 2003) био је аргентински веслачки репрезентативац. Био је двоструки учесник олимпијских игара. Веслао је у скифу и дубл скулу.
Капозо је рођен у Сједињеним Америчким Државама, а у Аргентину је дошао са 18 година. У почетку почео је као бициклиста, али убрзо се заљубио у веслање. Определио се за скиф. Први пут је учествовао у скифу на Летњим олимпијским играма 1948. у Лондону и испао у полуфиналу.
Четири године касније у Хелсинкију, сматрало се да је превише стар за такмичење у скифу, па му је понуђено да весла у дубл скулу у пару са десет година млађим Едвардом Герером. Капозо је у почетку био против сматрајући да је много млађи Герево недисциплинован, али је на крају попустио, а дубл скул је постигао велики успех освојивши златну медаљу.
Иако је имао 95 година када је умро 2003, Транкило Капозо и Едвардо Гереро су пуне 52 године, све до Олимпијских игара 2004. били последњи аргентински олимпијци који су освојили златну олимпијски медаљу. У Атини 2004. то су урадили фудбалери и кошаркаши Аргентине.